# De tandentikkers
De tandentikkers is het honderdzevenenzestigste stripverhaal uit de reeks van Suske en Wiske, gemaakt in 1985. Het is een speciale uitgave, exclusief gemaakt voor Prodent door Wavery Productions b.v.. 
Het is niet uitgekomen als album in de reguliere Vierkleurenreeks.
Het verhaal is voor alles educatief. Er wordt veel tekst gebruikt en in de kaders wordt informatie gegeven.

## Locaties
- Mond van Manu

## Personages
- Suske, Wiske, Lambik, Jerom, tante Sidonia, professor Barabas, visueel artiest, Wattman, de tandentikkers, Kari-Es[1] (leider tandentikkers).

## Uitvindingen
- gyronef, verkleinmachine, slaapspuiters

## Het verhaal
Professor Barabas mag de slottoespraak van het jaarlijkse tandartsencongres houden en Jerom doet met een andere man een wedstrijd wiens gebit het sterkste is. Ze trekken tram 7 omhoog en Wattman rijdt later weer door, de wedstrijd is onbeslist. ’s Avonds blijft iedereen bij tante Sidonia eten en als professor Barabas uitleg geeft over het gebit stelt Wiske voor om de verkleinmachine te gebruiken om op onderzoek te gaan. Lambik belt zijn vriend Manu en die wil zijn mond wel voor dit experiment laten gebruiken. De vrienden krijgen slaapspuiters mee om zich te beschermen tegen insecten en worden met de gyronef verkleind.
Het gebit ziet er goed uit en de vrienden landen op een kies en Wiske noteert dat het glazuur uit dicht op elkaar gepakte kristallieten bestaat, 96 gewichtsprocenten anorganische stof en het glazuur is harder dan andere bekende lichaamsstoffen en slechts een millimeter dik. Dan zien de vrienden een tandentikker en Jerom kan hem vangen en ze laten zich naar de leider Kari-Es brengen. Maar de vrienden worden in de val gelokt en Lambik brengt de mannen per ongeluk in slaap met een slaapspuiter. Tante Sidonia en Wiske verdedigen zich nog, maar worden overmeesterd.
De vrienden worden in een kooi opgesloten en daar zien tante Sidonia en Wiske hoe de tandentikkers vuurtjes stoken om door het glazuur te kunnen breken. Kari-Es legt uit dat ze van suiker een zuur bouwen en dat op de tand spuiten. Ook gebruiken ze een houweel om schade toe te brengen. Lambik wil meedoen met de tandentikkers en wordt uit de kooi gelaten. Lambik slaat Kari-Es neer en daardoor kunnen de vrouwen ontsnappen, maar Lambik wordt weer gevangengenomen. Als Wiske en tante Sidonia bij de gyronef komen zien ze twee wachters. Wiske wil als een moderne versie van “het dappere kleermakertje” en de bewakers ruzie met elkaar laten krijgen.
Wiske gooit met haar haarlintje brokken glazuur naar de bewakers en deze krijgen daardoor ruzie met elkaar omdat ze elkaar beschuldigen. Tante Sidonia en Wiske kunnen in de verwarring de gyronef bereiken en vliegen naar professor Barabas. Tante Sidonia en Wiske worden weer vergroot en de gyronef wordt volgeladen met kisten tandpasta. Professor Barabas en Wiske laten zich verkleinen en tante Sidonia blijft achter om de verkleinmachine te kunnen bedienen als ze terugkomen. Met de gyronef trekken ze de kooi met hun vrienden omhoog en met zijn allen beginnen ze het verzet tegen de tandentikkers. Met tandpasta en tandenborstels bewapend gaan ze op weg, maar dan zien ze tandentikkers met schoppen en een pot bij zich.
De professor wil weten wat ze van plan zijn en daarom wachten ze met de aanval en zien hoe de tandentikkers voedselresten die tussen de tanden zijn achtergebleven eten. Suske en Wiske zien hoe van voedselresten een zuur wordt gemaakt door gisting. De vrienden gaan de tandentikkers met tandpasta te lijf en gaan dan naar het laboratorium om een nog beter wapen te maken. De professor wil het zuur van de tandentikkers mengen met de tandpasta maar dan worden de vrienden aangevallen door de tandentikkers. De vrienden kunnen de aanval afslaan en de professor vult de slaapspuiters met geconcentreerde tandpasta. Door de geconcentreerde tandpasta worden de tandentikkers hard en breken stuk en het overgebleven gruis wordt in de gyronef gelegd. De vrienden repareren het gebit van Manu en hij blijft bij tante Sidonia eten en hoort het hele verhaal.

## Achtergronden bij het verhaal
- In kaders staat informatie over onder andere het gebit, cariës en tandenpoetsen.